# DDR-Meisterschaften im Schwimmen 1977

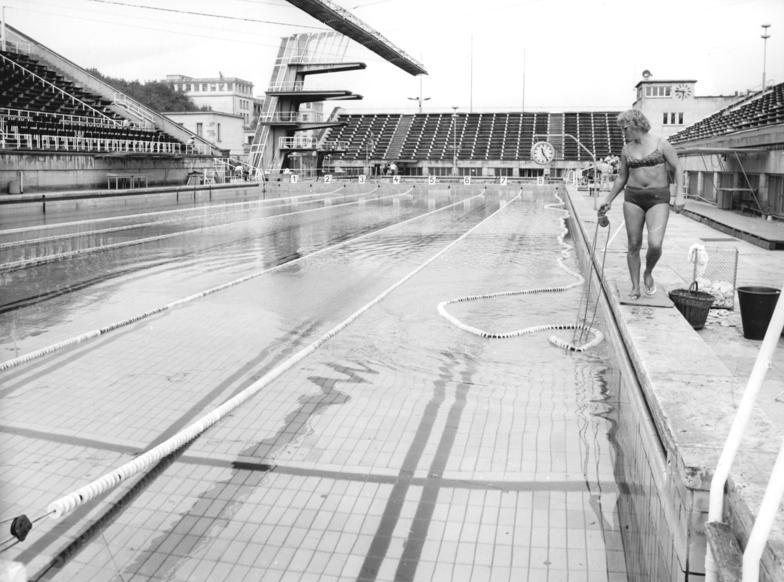
Austragungsort der DDR-Meisterschaften im Schwimmen 1977

Die DDR-Meisterschaften im Schwimmen wurden 1977 zum 28. Mal ausgetragen und fanden vom 6. bis 10. Juli im Schwimmstadion Leipzig statt, bei denen auf 29 Strecken (15 Herren/14 Damen) die Meister ermittelt wurden. Mit elf Titeln war der SC Dynamo Berlin die erfolgreichste Mannschaft und stellte mit Frank Pfütze, Barbara Krause und Andrea Pollack, die genauso wie Roger Pyttel vom SC DHfK Leipzig vier Titel gewannen, die erfolgreichsten Sportler dieser Meisterschaft.
Sportliche Höhepunkte der Meisterschaft waren die zwei Weltrekorde von Petra Thümer über 800 Meter Freistil und von Ulrike Tauber über 200 Meter Lagen. Für einen neuen DDR-Rekord sorgte Gregor Arnicke über 200 Meter Brust.

## Herren
| Wettbewerb          | Gold                                                                         | Gold         | Silber                                                                    | Silber       | Bronze                                                                 | Bronze       |
| 100 m Freistil      | Roger Pyttel SC DHfK Leipzig                                                 | 52,24 s      | Lutz Wanja ASK Vorwärts Potsdam                                           | 52,97 s      | Wolfgang Wachenschwanz TSC Berlin                                      | 53,61 s      |
| 200 m Freistil      | Frank Pfütze SC Dynamo Berlin                                                | 1:54,93 min  | Detlev Grabs SC Dynamo Berlin                                             | 1:55,55 min  | Michael Tauber SC Dynamo Berlin                                        | 1:55,98 min  |
| 400 m Freistil      | Frank Pfütze SC Dynamo Berlin                                                | 4:00,1 min   | Lutz Löscher SC DHfK Leipzig                                              | 4:01,6 min   | Detlev Grabs SC Dynamo Berlin                                          | 4:02,7 min   |
| 1500 m Freistil0    | Frank Pfütze SC Dynamo Berlin                                                | 16:17,73 min | Detlev Grabs SC Dynamo Berlin                                             | 16:26,19 min | Uwe Zillgith SC Dynamo Berlin                                          | 16:29,07 min |
| 100 m Brust         | Jörg Walter SC Turbine Erfurt                                                | 1:06,33 min  | Gregor Arnicke ASK Vorwärts Potsdam                                       | 1:06,43 min  | Falk Becker SC DHfK Leipzig                                            | 1:07,95 min  |
| 200 m Brust         | Gregor Arnicke ASK Vorwärts Potsdam                                          | 2:25,83 min  | Jörg Walter SC Turbine Erfurt                                             | 2:25,84 min  | Gunnar Quaas SC DHfK Leipzig                                           | 2:28,57 min  |
| 100 m Schmetterling | Roger Pyttel SC DHfK Leipzig                                                 | 55,54 s      | René Plaeschke ASK Vorwärts Potsdam                                       | 57,88 s      | Thomas Ackenhausen SC Magdeburg                                        | 58,23 s      |
| 200 m Schmetterling | Roger Pyttel SC DHfK Leipzig                                                 | 2:01,54 min  | Hilmar Leopold SC DHfK Leipzig                                            | 2:07,19 min  | Andreas Schmidt SC Einheit Dresden                                     | 2:09,85 min  |
| 100 m Rücken        | Lutz Wanja ASK Vorwärts Potsdam                                              | 58,77 s      | Michael Tauber SC Dynamo Berlin                                           | 58,79 s      | Matthias Krija ASK Vorwärts Potsdam                                    | 1:00,36 min  |
| 200 m Rücken        | Michael Tauber SC Dynamo Berlin                                              | 2:07,17 min  | Thomas Ackenhausen SC Magdeburg                                           | 2:08,84 min  | Uwe Zillgith SC Dynamo Berlin                                          | 2:09,22 min  |
| 200 m Lagen         | Roger Pyttel SC DHfK Leipzig                                                 | 2:09,20 min  | Jörg Walter SC Turbine Erfurt                                             | 2:09,73 min  | Andre Klahn SC DHfK Leipzig                                            | 2:12,31 min  |
| 400 m Lagen         | Jörg Walter SC Turbine Erfurt                                                | 4:36,24 min  | Uwe Zillgith SC Dynamo Berlin                                             | 4:39,49 min  | Andre Klahn SC DHfK Leipzig                                            | 4:40,47 min  |
| 4 × 100 m Freistil  | ASK Vorwärts Potsdam René Plaeschke Jürgen Kroboth Lutz Wanja Matthias Krija | 3:35,30 min  | SC DHfK Leipzig Lutz Löscher Roger Pyttel Thomas Buchmann Falk Becker     | 3:35,98 min  | TSC Berlin Gold Wolfgang Wachenschwanz Genschow Bloch                  | 3:36,01 min  |
| 4 × 200 m Freistil  | SC Dynamo Berlin Frank Pfütze Detlev Grabs Michael Tauber Frank Eife         | 7:45,19 min  | SC DHfK Leipzig Roger Pyttel Hilmar Leopold Andre Klahn Lutz Löscher      | 7:49,07 min  | TSC Berlin Rainer Strohbach Bloch Genschow Herrmann                    | 8:01,70 min  |
| 4 × 100 m Lagen     | ASK Vorwärts Potsdam Lutz Wanja Gregor Arnicke René Plaeschke Jürgen Kroboth | 3:55,33 min  | SC DHfK Leipzig Dietmar Göhring Gunnar Quaas Roger Pyttel Thomas Buchmann | 4:01,18 min  | SC Dynamo Berlin Michael Tauber Uwe Koltsch Antonin Speer Detlev Grabs | 4:01,26 min  |

## Damen
| Wettbewerb          | Gold                                                                       | Gold        | Silber                                                                     | Silber      | Bronze                                                                       | Bronze      |
| 100 m Freistil      | Barbara Krause SC Dynamo Berlin                                            | 55,86 s     | Petra Priemer SC DHfK Leipzig                                              | 57,58 s     | Heike Witt SC Dynamo Berlin                                                  | 57,60 s     |
| 200 m Freistil      | Barbara Krause SC Dynamo Berlin                                            | 1:59,75 min | Petra Thümer SC Karl-Marx-Stadt                                            | 2:00,97 min | Birgit Wächtler SC Karl-Marx-Stadt                                           | 2:04,35 min |
| 400 m Freistil      | Petra Thümer SC Karl-Marx-Stadt                                            | 4:09,98 min | Barbara Krause SC Dynamo Berlin                                            | 4:13,51 min | Sabine Kahle SC Turbine Erfurt                                               | 4:19,25 min |
| 800 m Freistil      | Petra Thümer SC Karl-Marx-Stadt                                            | 8:35,04 min | Barbara Krause SC Dynamo Berlin                                            | 8:46,91 min | Marina Altmann SC Dynamo Berlin                                              | 8:54,45 min |
| 100 m Brust         | Ramona Reinke SC DHfK Leipzig                                              | 1:13,82 min | Carola Nitschke SC Dynamo Berlin                                           | 1:14,13 min | Petra Gose SC DHfK Leipzig                                                   | 1:14,27 min |
| 200 m Brust         | Karla Linke SC Einheit Dresden                                             | 2:38,96 min | Petra Gose SC DHfK Leipzig                                                 | 2:40,36 min | Ramona Reinke SC DHfK Leipzig                                                | 2:41,30 min |
| 100 m Schmetterling | Andrea Pollack SC Dynamo Berlin                                            | 1:01,27 min | Christiane Knacke SC Dynamo Berlin                                         | 1:02,20 min | Marina Jank SC DHfK Leipzig                                                  | 1:02,63 min |
| 200 m Schmetterling | Andrea Pollack SC Dynamo Berlin                                            | 2:13,03 min | Anett Fiebig SC Karl-Marx-Stadt                                            | 2:13,69 min | Gabriele Wuschek SC Karl-Marx-Stadt                                          | 2:16,76 min |
| 100 m Rücken        | Ulrike Richter SC Einheit Dresden                                          | 1:02,84 min | Birgit Treiber SC Einheit Dresden                                          | 1:02,94 min | Antje Stille SC Magdeburg                                                    | 1:03,82 min |
| 200 m Rücken        | Birgit Treiber SC Einheit Dresden                                          | 2:14,42 min | Ulrike Richter SC Einheit Dresden                                          | 2:15,54 min | Antje Stille SC Magdeburg                                                    | 2:15,72 min |
| 200 m Lagen         | Ulrike Tauber SC Karl-Marx-Stadt                                           | 2:16,96 min | Sabine Kahle SC Turbine Erfurt                                             | 2:18,47 min | Birgit Treiber SC Einheit Dresden                                            | 2:19,98 min |
| 400 m Lagen         | Ulrike Tauber SC Karl-Marx-Stadt                                           | 4:46,36 min | Sabine Kahle SC Turbine Erfurt                                             | 4:53,08 min | Birgit Treiber SC Einheit Dresden                                            | 4:53,24 min |
| 4 × 100 m Freistil  | SC Dynamo Berlin Heike Witt Andrea Pollack Jane Lang Barbara Krause        | 3:50,68 min | SC Karl-Marx-Stadt Birgit Wächtler Ulrike Tauber Anett Fiebig Petra Thümer | 3:54,35 min | SC DHfK Leipzig Petra Priemer Ute Brückner Jutta Engelmann Marina Jank       | 3:55,82 min |
| 4 × 100 m Lagen     | SC Dynamo Berlin Birgit Matz Carola Nitschke Andrea Pollack Barbara Krause | 4:17,20 min | SC DHfK Leipzig Carola Jähnichen Ramona Reinke Marina Jank Petra Priemer   | 4:19,14 min | SC Einheit Dresden Ulrike Richter Karla Linke Kathrin Sittner Birgit Treiber | 4:20,42 min |

## Medaillenspiegel

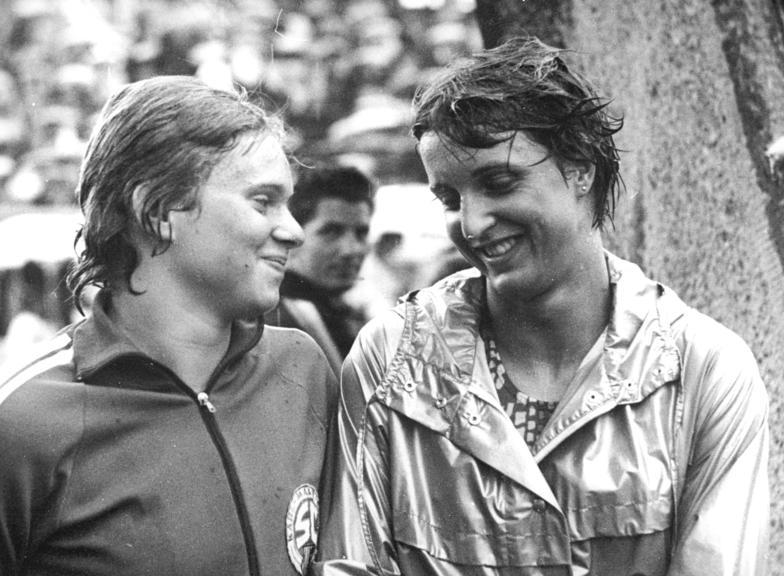
Petra Thümer (links) die Siegerin mit Weltrekordzeit über 800 m Freistil und die Zweitplatzierte Barbara Krause.

| Platz | Verein                        | Verein               | Gold | Silber | Bronze | Total |
| ----- | ----------------------------- | -------------------- | ---- | ------ | ------ | ----- |
| 1     | Logo vom SC Dynamo Berlin     | SC Dynamo Berlin     | 110  | 8      | 7      | 260   |
| 2     |                               | SC DHfK Leipzig      | 5    | 8      | 8      | 210   |
| 3     | Logo vom SC Karl-Marx-Stadt   | SC Karl-Marx-Stadt   | 4    | 3      | 2      | 9     |
| 4     | Logo vom ASK Vorwärts Potsdam | ASK Vorwärts Potsdam | 4    | 3      | 1      | 8     |
| 5     | Logo vom SC Einheit Dresden   | SC Einheit Dresden   | 3    | 2      | 4      | 9     |
| 6     | Logo vom SC Turbine Erfurt    | SC Turbine Erfurt    | 2    | 4      | 1      | 7     |
| 7     | Logo vom SC Magdeburg         | SC Magdeburg         | –    | 1      | 3      | 4     |
| 8     | Logo vom TSC Berlin           | TSC Berlin           | –    | –      | 3      | 3     |
|       | Total                         | Total                | 29   | 29     | 29     | 87    |